# Chionaemopsis
Chionaemopsis é um gênero de mariposa pertencente à família Acrolepiidae.